# Marshmallowglasyr

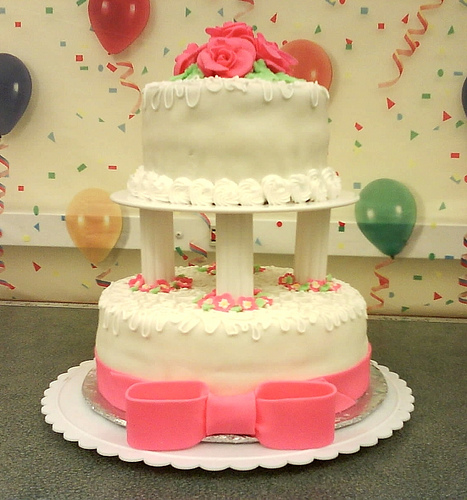
En tårta med marshmallowglasyr.

Marshmallowglasyr (engelska: Marshmallow fondant) är en glasyr för bakverk, bestående av smälta marshmallows blandade med florsocker, som är vanlig i USA och används i stället för marsipan.